# Музей Косова
Музей Косова або Косовський національний музей (алб. Muzeu i Kosovës, серб. Музеј Косова / Muzej Kosova) — національний музей Косова, який розташований у місті Приштина. Заснований у 1949 році і є найбільшим музеєм Косова. Приміщення музею побудоване в 1889 році та спроєктоване відповідно до австро-угорського стилю. Будівлю планували використовувати для розміщення військового командування того часу. Музей — найдавніший заклад культурної спадщини в Косові, створений з метою збереження, реставрації та презентації матеріальної спадщини регіону.

## Історія
Заснований у 1949 році (відкритий 1951-го) й поділений на відділи археології, етнографії та природознавства, до яких у 1959 році додано відділ з вивчення історії та національно-визвольної боротьби. Музей активно спонсорував археологічні розкопки, консервацію матеріальних речей та інші наукові роботи. З 1956 року він видає щорічний журнал «Buletin i Muzeut të Kosovës» зі статтями албанською мовою (додається загальний опис французькою, англійською чи німецькою мовами).
Загалом музей складається з трьох частин: самого музею Косова, житлового комплексу Еміна Джику, де представлена етнографічна виставка, та Музею незалежності. Музей складається з чотирьох секторів: археологічного, етнографічного, історичного та природнознавчого. Головна будівля музею складається з трьох залів або галерей, і одна з них служить залом для постійних археологічних виставок. Різні експонати також представлені у внутрішньому подвір'ї музею та у лапідарії. У підвалах музею розташовані склади, які містять тисячі цінних знахідок, артефактів та фрагментів археологічного матеріалу, які систематизовані та зберігаються в прийнятних умовах з особливою увагою та обережністю.
Станом на 2024 рік колекція музею налічує понад 50 000 експонатів з археології, історії, мистецтва, етнології, флори і фауни тощо.
У будівлі Музею Косова, а саме на його третьому поверсі, можна знайти робоче місце Косовського археологічного інституту та відповідального за археологічні дослідження.

## Галерея

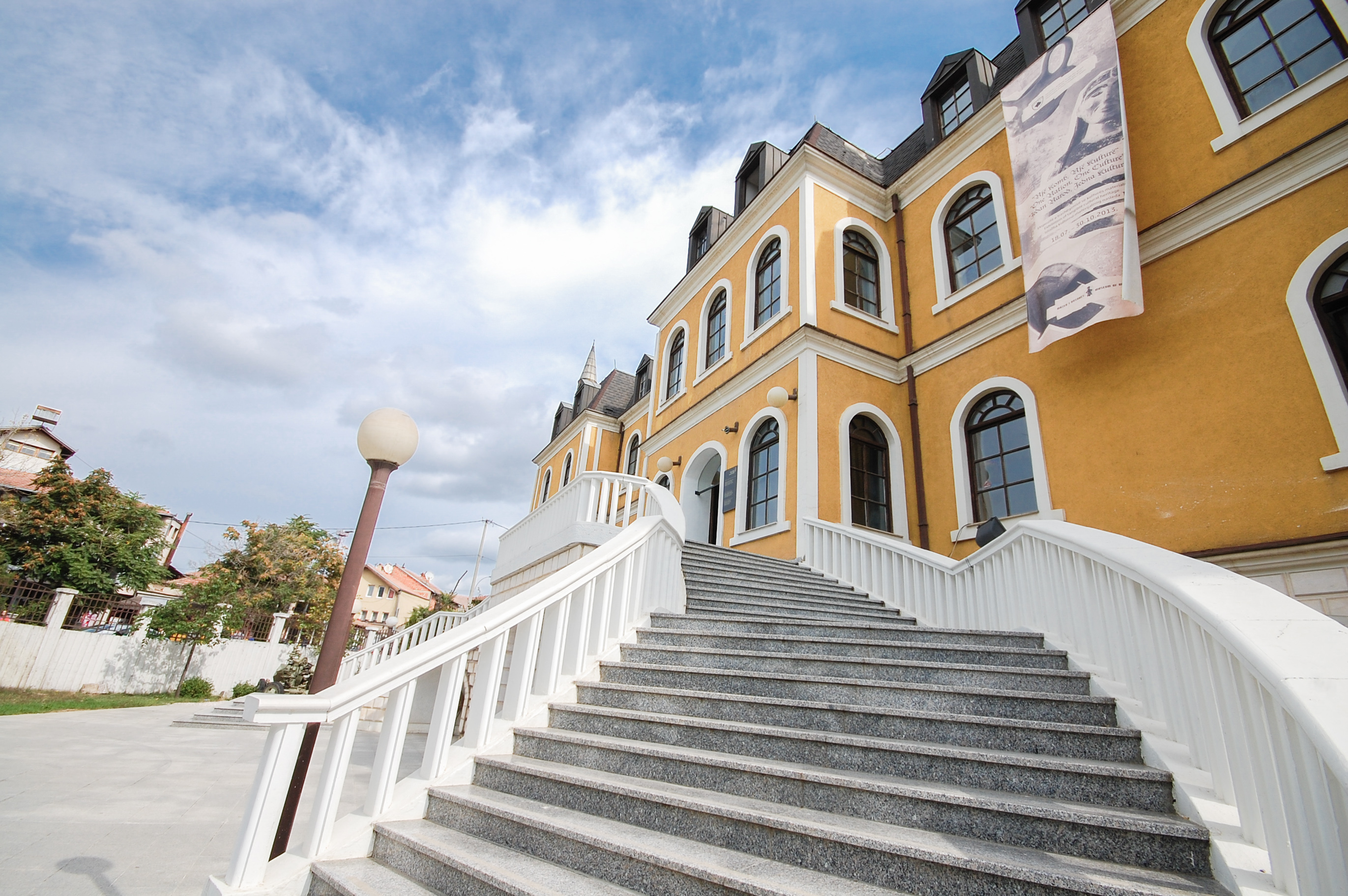
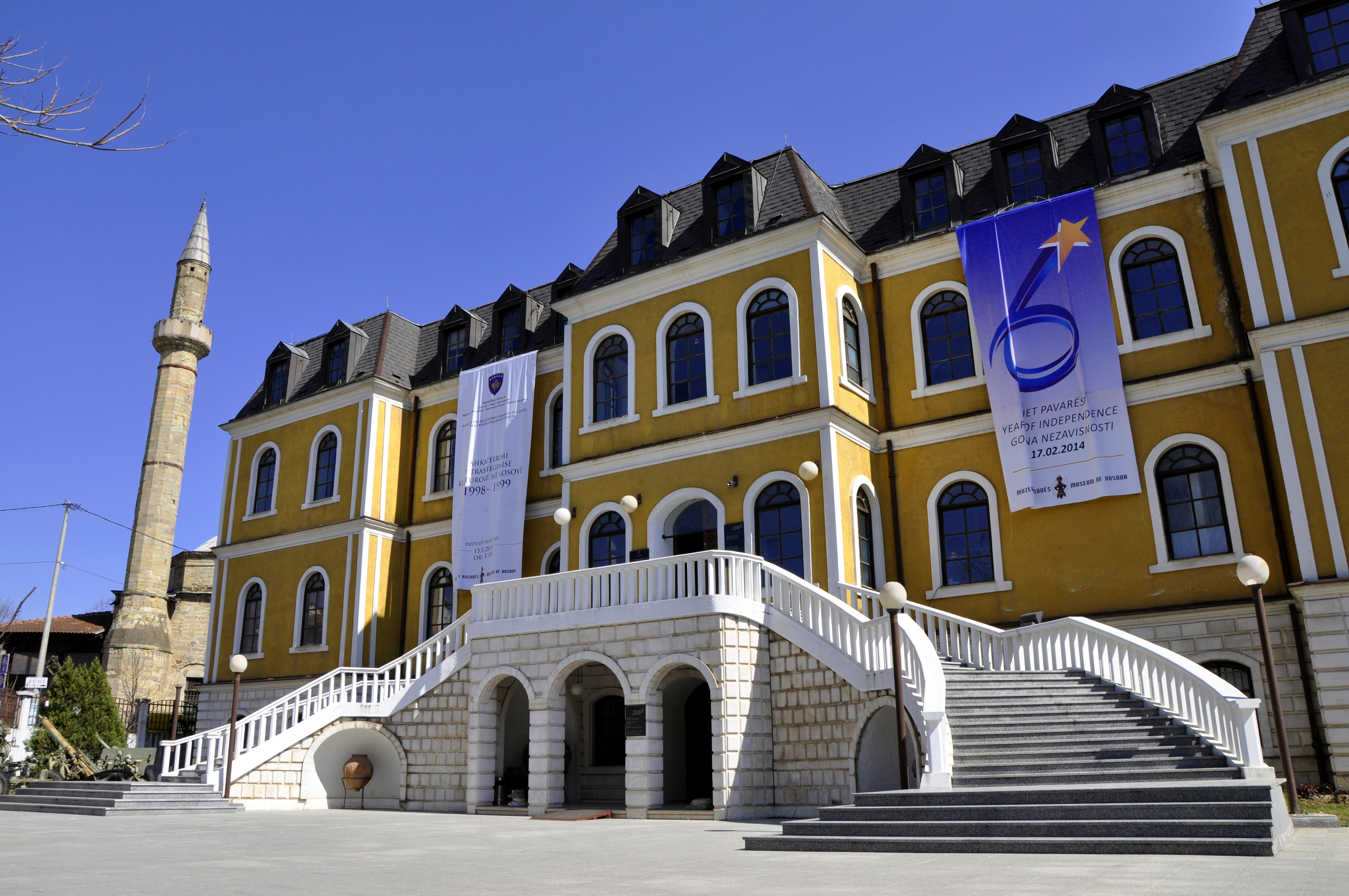
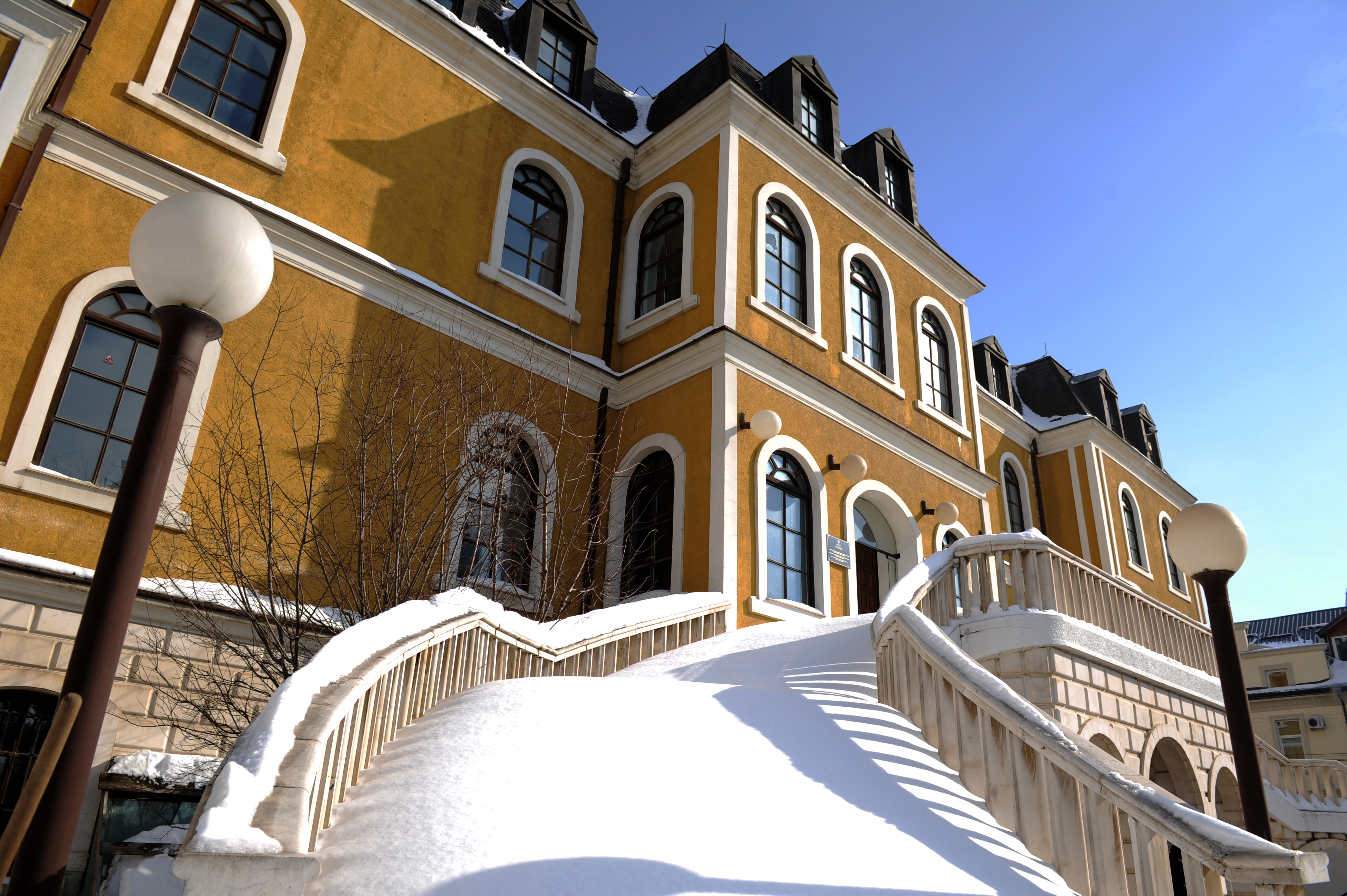
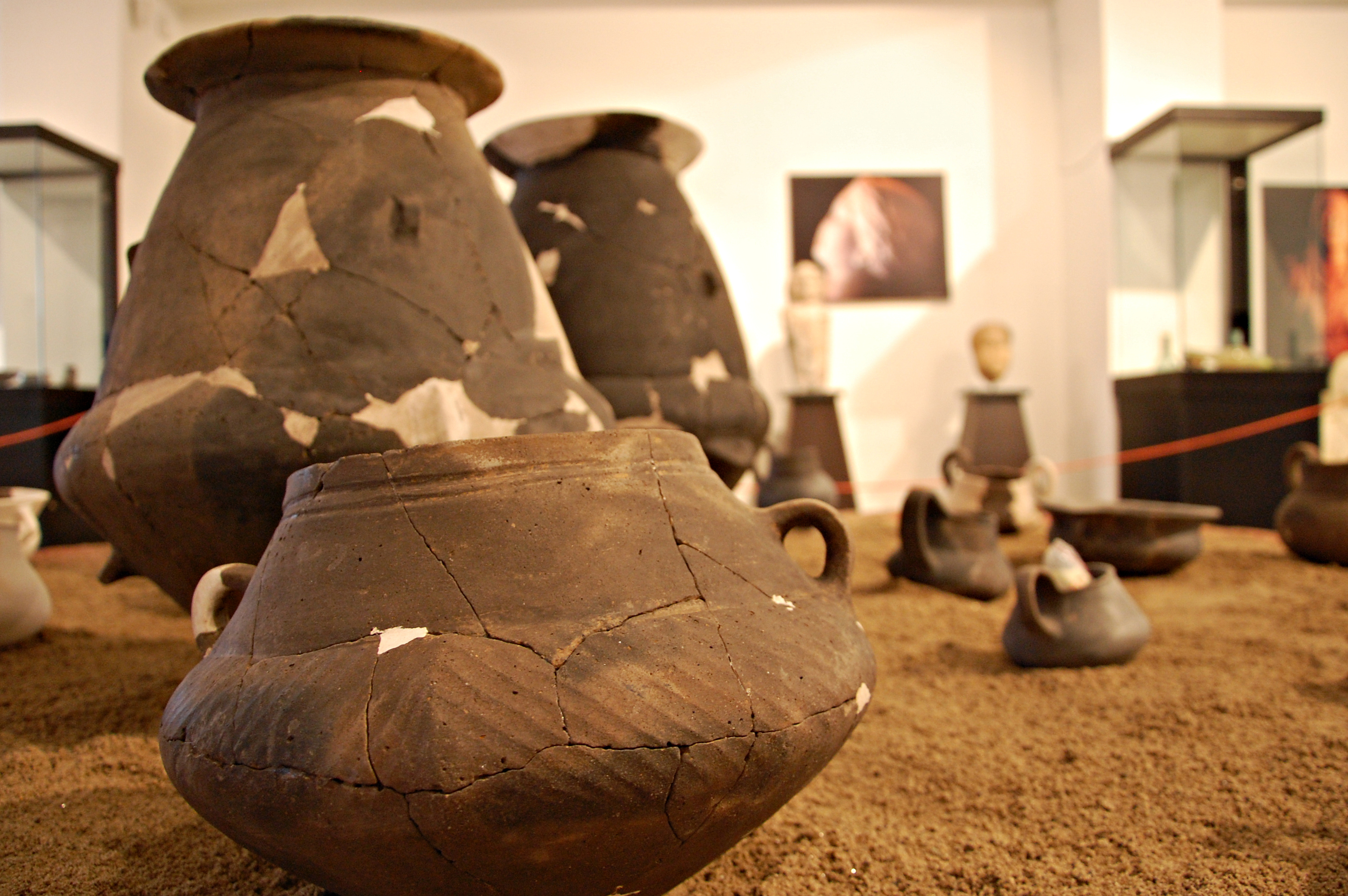
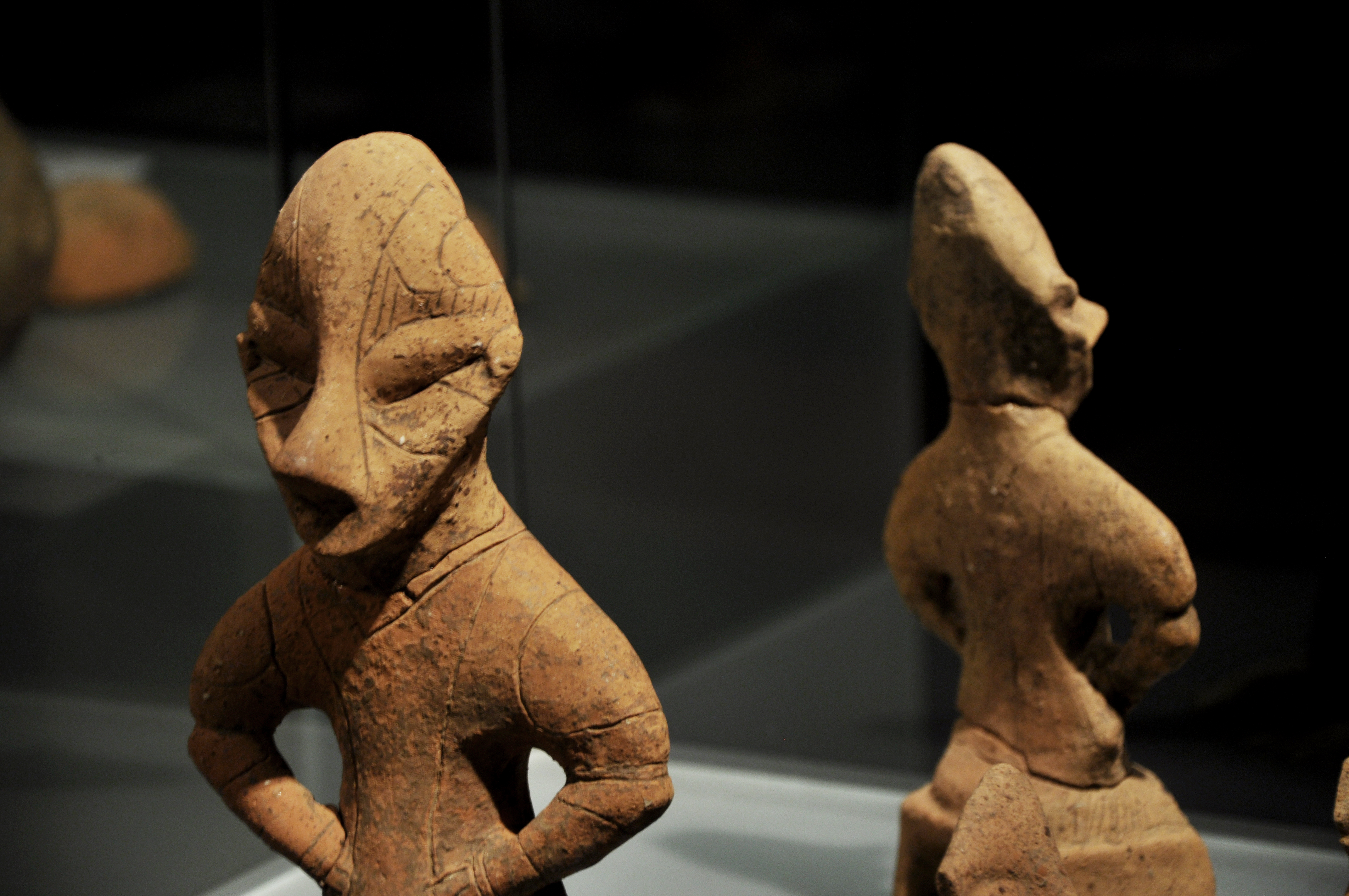
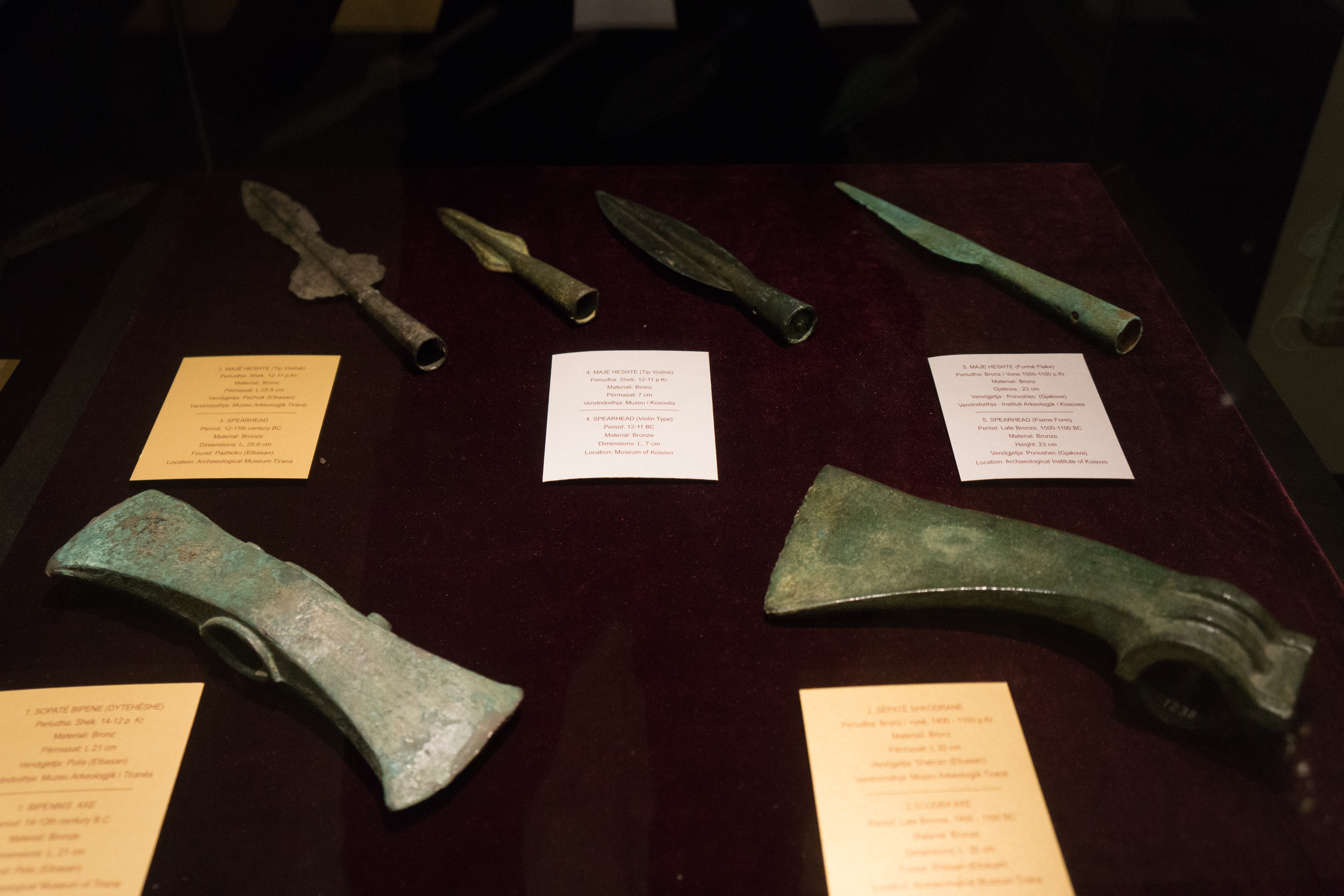
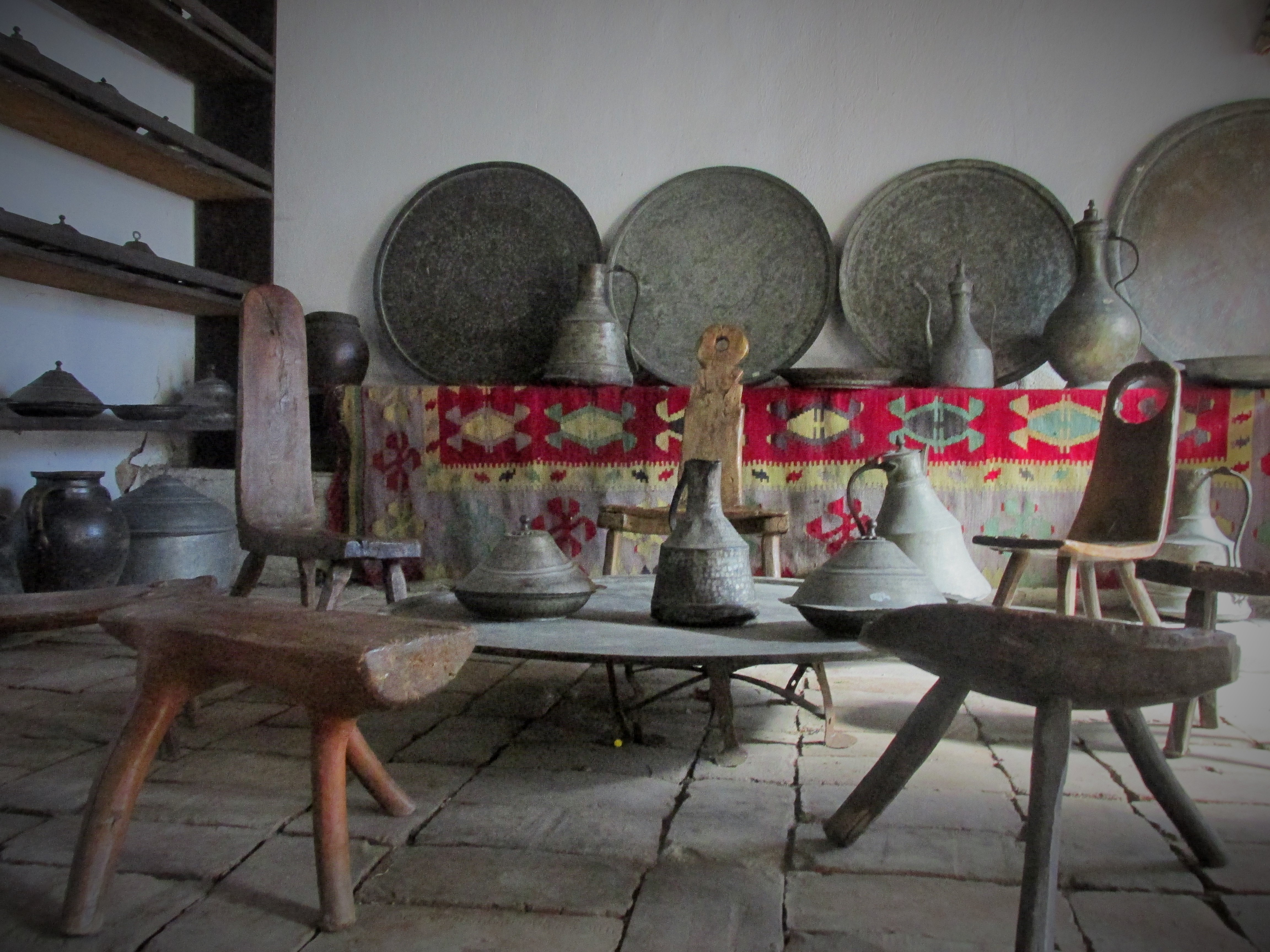